# Cincin lovag
A Cincin lovag (eredeti cím: The Tale of Despereaux) 2008-ban bemutatott  3D-s számítógépes animációs film, amely Kate DiCamillo Cincin lovag legendája című könyve alapján készült. 
Az Amerikai Egyesült Államokban 2008. december 19-én, Magyarországon december 25-én került mozikba.

## Szereplők
| Szereplő          | Eredeti hang        | Magyar hang      |
| ----------------- | ------------------- | ---------------- |
| Cincin            | Matthew Broderick   | Rajkai Zoltán    |
| Hercegnő          | Emma Watson         | Csifó Dorina     |
| Luciferi          | Dustin Hoffman      | Tahi Tóth László |
| A Narrátor        | Sigourney Weaver    | Bencze Ilona     |
| Andre             | Kevin Kline         | Józsa Imre       |
| Patkány Vezér     | Ciaran Hinds        | Reviczky Gábor   |
| Boldo             | Stanley Tucci       | Besenczi Árpád   |
| Cincin apja       | William H. Macy     | Harsányi Gábor   |
| Cincin anya       | Frances Conroy      | Hámori Ildikó    |
| Bundás            | Tony Hale           | Elek Ferenc      |
| Göbe              | Tracey Ullman       | Kocsis Mariann   |
| Luciferi Gazdája  | Richard Jenkins     | Király Attila    |
| Hovis             | Bronson Pinchot     | Konrád Antal     |
| Gregory börtönőr  | Robbie Coltrane     | Hollósi Frigyes  |
| Egér Polgármester | Charles Shaughnessy | Szombathy Gyula  |
| Vakegér           | Christopher Lloyd   | Papp János       |